# Liina Luik
Liina Luik (* 14. Oktober 1985 in Tartu, Sowjetunion) ist eine estnische Langstreckenläuferin und Olympionikin (2016).

## Werdegang
Ihren ersten Marathon lief Liina Luik am 12. September 2010 beim Tallinn-Marathon, wofür sie 3:13:54 h benötigte. Ihre eineiigen Drillings-Schwestern Lily und Leila sind ebenfalls Langstreckenläuferinnen.
Anfang Dezember 2013 lief sie den Shanghai-Marathon in 2:40:05 h. 2014 erreichte sie im Marathon nach 2:41:48 h den 29. Platz bei den Leichtathletik-Europameisterschaften in Zürich.
Am 30. August 2015 lief Liina Luik bei den Leichtathletik-Weltmeisterschaften in Peking den Marathon. Sie erreichte das Ziel nach 2:39:42 h mit einer neuen persönlichen Bestleistung und belegte den 27. Platz.
Die drei Schwestern gingen miteinander bei den Olympischen Sommerspielen 2016 in Rio de Janeiro an den Start. Liina konnte das Rennen nicht beenden.

## Sportliche Erfolge
| Datum/Jahr    | Rang | Wettbewerb                                | Austragungsort | Zeit     | Bemerkung                             |
| ------------- | ---- | ----------------------------------------- | -------------- | -------- | ------------------------------------- |
| 14. Aug. 2016 | DNF  | Olympische Sommerspiele 2016              | Rio de Janeiro | –        |                                       |
| 30. Aug. 2015 | 27   | Leichtathletik-Weltmeisterschaften 2015   | Peking         | 02:39:42 | persönliche Bestzeit                  |
| 16. Aug. 2014 | 29   | Leichtathletik-Europameisterschaften 2014 | Zürich         | 02:41:48 |                                       |
| 1. Dez. 2013  |      | Shanghai-Marathon                         | Shanghai       | 02:40:05 |                                       |
| 12. Sep. 2010 |      | Tallinn-Marathon                          | Tallinn        | 03:13:54 | erster Start auf der Marathon-Distanz |

(DNF – Did Not Finish)

## Persönliche Bestleistungen

### Freiluft
- 3000 m: 9:47,48 min, Tallinn
- 5000 m: 16:22,83 min, Tallinn
- 10.000 m: 36:52,82 min, Kohila
- 10 km Straßenlauf: 34:33 min, Paderborn
- Halbmarathon: 1:12:44 h, 1. März 2015, Lido di Ostia
- Marathon: 2:39:42 h, 30. August 2015, WM in Peking

### Halle
- 3000 m: 9:39,80 min, Tallinn